# 노스브리지

일반적인 노스/사우스브리지 레이아웃 (2015)

일반적인 노스/사우스브리지 레이아웃 (2007)

컴퓨팅에서 노스브리지(northbridge), 호스트 브리지(host bridge) 또는 메모리 컨트롤러 허브(memory controller hub)는 특히 오래된 개인용 컴퓨터에서 고성능 작업을 처리하기 위해 메인보드의 핵심 논리 칩셋 아키텍처를 구성하는 마이크로칩이다. 이는 프론트 사이드 버스 (FSB)를 통해 CPU에 직접 연결되며, 일반적으로 더 느린 사우스브리지와 함께 사용되어 CPU와 메인보드의 다른 부분 간 통신을 관리한다.
역사적으로 CPU, 노스브리지, 사우스브리지 칩 간의 기능 분리는 모든 구성 요소를 단일 칩 다이에 통합하기 어려웠기 때문에 필요했다. 그러나 시간이 지남에 따라 CPU 속도가 증가하면서 CPU와 지원 칩셋 간의 데이터 전송으로 인한 제한 때문에 병목 현상이 나타났다. 통합 노스브리지의 추세는 2000년대 후반에 시작되었다. 예를 들어, 2010년 맥북 에어의 엔비디아 지포스 320M GPU는 노스브리지/사우스브리지/GPU 복합 칩이었다.
오래된 인텔 기반 PC에서는 노스브리지가 통합 그래픽이 장착된 경우 외부 메모리 컨트롤러 허브 또는 그래픽 및 메모리 컨트롤러 허브라고도 불렸다. 이러한 기능들은 메모리 컨트롤러와 그래픽 컨트롤러를 시작으로 점점 CPU 칩 자체에 통합되었다. 2010년대 이후 다이 슈링크와 향상된 트랜지스터 밀도는 칩셋 통합을 증가시켰고, 노스브리지가 수행하던 기능은 이제 사우스브리지나 CPU 자체와 같은 다른 구성 요소에 통합되는 경우가 많다.
인텔과 AMD는 모두 모든 노스브리지 기능이 CPU에 통합된 칩셋을 출시했다. 해당 사우스브리지는 인텔에 의해 플랫폼 컨트롤러 허브로, AMD에 의해 퓨전 컨트롤러 허브로 이름이 변경되었다. AMD FX CPU는 계속해서 외부 노스브리지 및 사우스브리지 칩을 필요로 했다. 최신 인텔 코어 프로세서는 노스브리지를 CPU 다이에 통합했으며, 이는 언코어 또는 시스템 에이전트로 알려져 있다.

## 개요
노스브리지는 일반적으로 CPU, 경우에 따라 RAM, PCI 익스프레스 (또는 AGP) 비디오 카드, 그리고 사우스브리지 간의 통신을 처리한다. 일부 노스브리지에는 통합 비디오 컨트롤러도 포함되어 있으며, 인텔 시스템에서는 그래픽 및 메모리 컨트롤러 허브라고도 알려져 있다. 서로 다른 프로세서와 RAM은 서로 다른 신호 처리를 필요로 하기 때문에, 특정 노스브리지는 일반적으로 한두 가지 종류의 CPU와 한 가지 종류의 RAM에서만 작동한다.
두 가지 유형의 RAM을 지원하는 칩셋이 몇 가지 있다. 일반적으로 이들은 새로운 표준으로 전환될 때 사용할 수 있게 된다. 예를 들어, 2002년 엔비디아의 엔포스2 칩셋의 노스브리지는 DDR SDRAM과 결합된 소켓 A 프로세서에서만 작동했다.
인텔 i875 칩셋은 클럭 속도가 1.3 GHz보다 크고 DDR SDRAM을 사용하는 펜티엄 4 프로세서 또는 셀러론 프로세서를 사용하는 시스템에서만 작동하며, 인텔 i915G 칩셋은 인텔 펜티엄 4 및 셀러론에서만 작동하지만, DDR 또는 DDR2 메모리를 사용할 수 있다.

### 파워PC
노스브리지 칩은 X86 기반 PC에서 가장 일반적으로 발견되지만, 파워PC 플랫폼과 같은 다른 플랫폼에서도 발견될 수 있다. 파워PC 플랫폼의 노스브리지의 일반적인 예는 아이맥 G5와 같은 애플의 구형 파워PC 기반 컴퓨터에서 찾아볼 수 있으며, 이는 IBM CPC945 노스브리지 칩을 사용했다. 애플 개발자 노트에 따르면, 파워 맥 G5의 노스브리지 칩은 "미드 브리지"에 연결된 다음 사우스 브리지에 연결되었다.

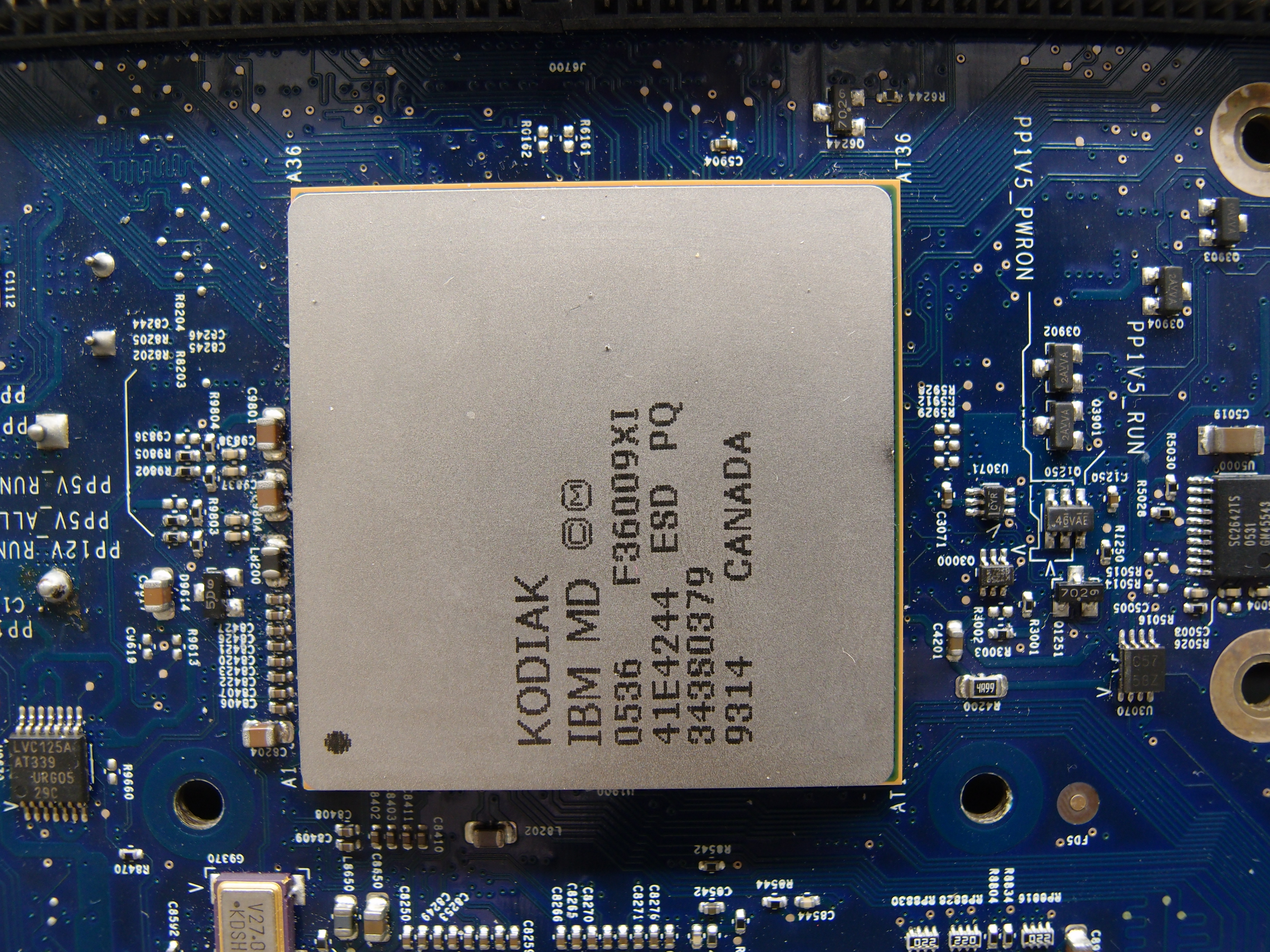
코디악 칩: 아이맥 G5, 파워PC 아키텍처 시스템에서 IBM의 CPC945 노스브리지 구현.

## 어원
이 이름은 지도를 그리는 방식에서 유래되었다. CPU는 대부분의 범용 지리 지도에서 정북에 비유되는 지도 상단에 위치한다. CPU는 그려진 다른 시스템 장치들의 북쪽에 위치한 빠른 브리지(노스브리지)를 통해 칩셋에 연결된다. 노스브리지는 그려진 다른 시스템 장치들의 남쪽에 위치한 느린 브리지(사우스브리지)를 통해 나머지 칩셋에 연결된다.

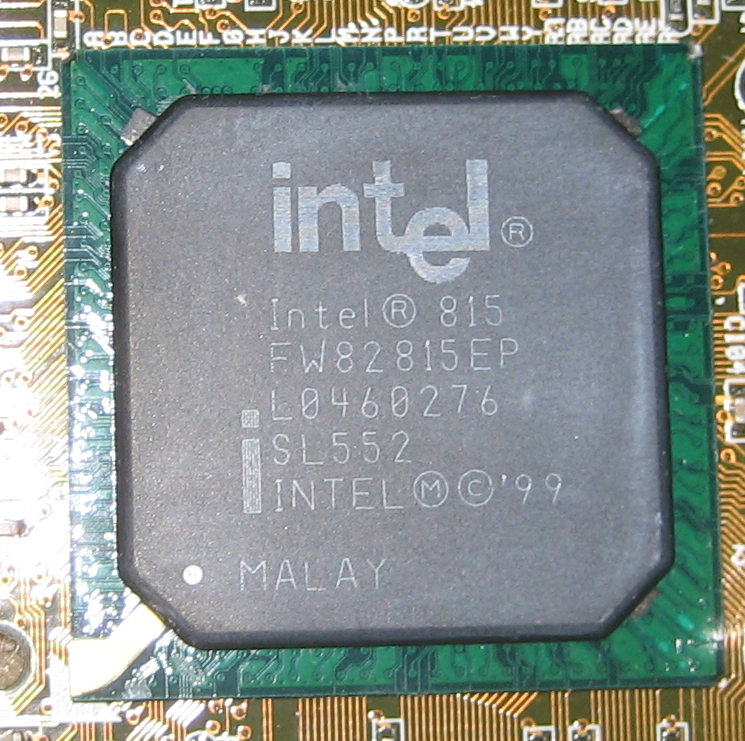
인텔 i815EP 노스브리지

## 오버클럭
노스브리지는 컴퓨터의 오버클럭 가능성에 중요한 역할을 하는데, 그 주파수가 CPU가 자체 작동 주파수를 설정하는 기준으로 일반적으로 사용되기 때문이다. 이 칩은 프로세서 속도가 빨라질수록 일반적으로 더 뜨거워져 더 많은 냉각이 필요하다. CPU 오버클럭에는 한계가 있는데, 디지털 회로는 트랜지스터의 상승, 하강, 지연 및 저장 시간, 전류 이득 대역폭 곱, 기생 용량, 그리고 전달 지연과 같은 물리적 요인에 의해 제한되며, 이는 (다른 요인들 중에서도) 작동 온도에 따라 증가한다. 따라서 대부분의 오버클럭 애플리케이션은 배율기 및 외부 클럭 설정에 소프트웨어적으로 제한을 둔다. 또한, 열은 주요 제한 요소인데, CPU 내부의 전계 효과 트랜지스터를 제대로 활성화하려면 더 높은 전압이 필요하고 이 더 높은 전압은 더 많은 열을 발생시키므로 다이에 더 큰 열 솔루션이 필요하다.

## 진화

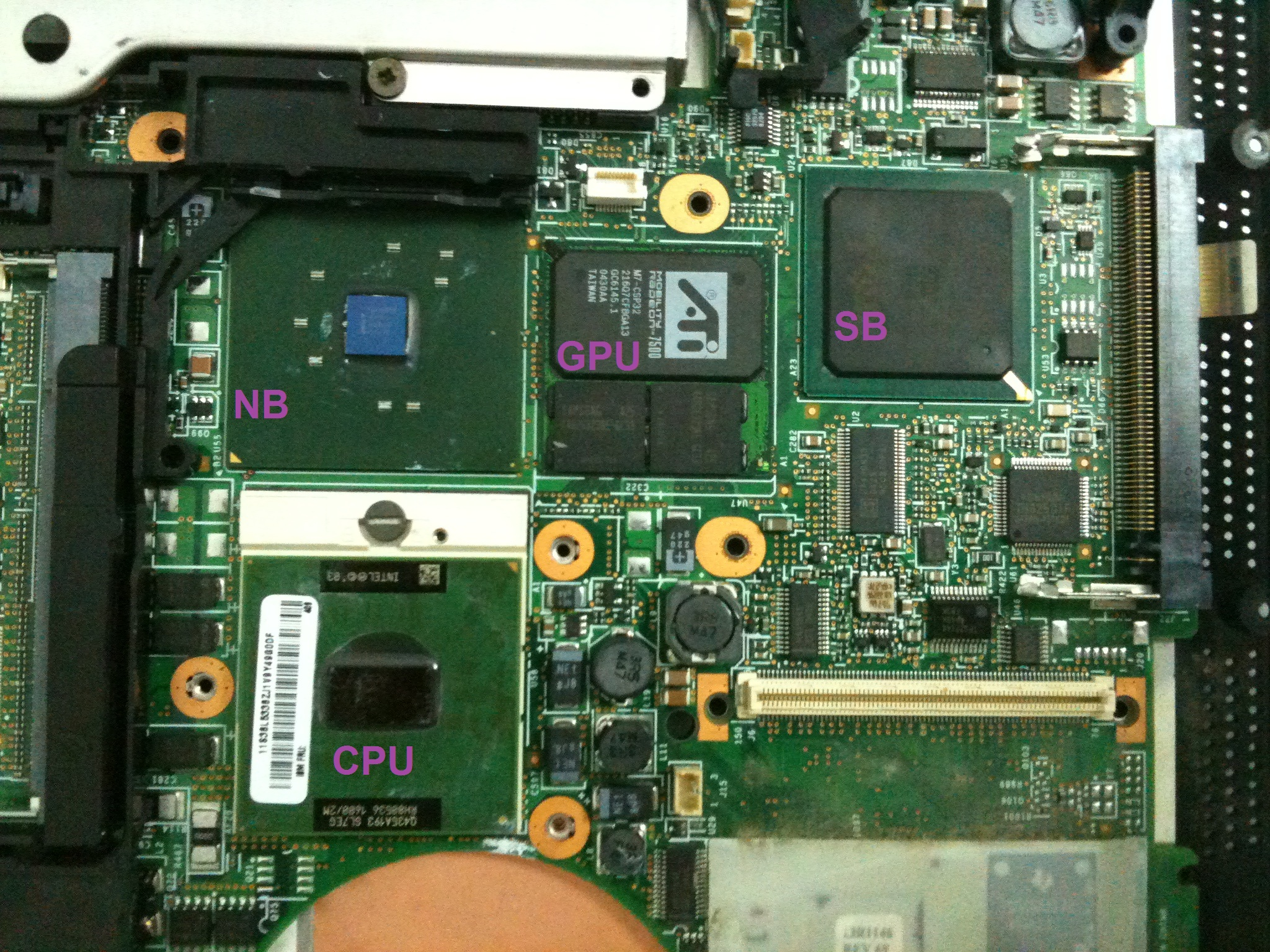
IBM 씽크패드 T42 노트북 메인보드의 일부

프로세서 설계의 전반적인 추세는 더 적은 구성 요소에 더 많은 기능을 통합하여 전체 메인보드 비용을 줄이고 성능을 향상시키는 것이었다. CPU와 RAM 간의 통신을 처리하는 메모리 컨트롤러는 AMD K8 프로세서부터 AMD에 의해, 그리고 네할렘 프로세서부터 인텔에 의해 프로세서 다이로 옮겨졌다. 메모리 컨트롤러를 CPU 다이에 통합하는 것의 장점 중 하나는 CPU에서 메모리로의 지연 시간을 줄이는 것이다.
일부 노스브리지 칩은 2006년 오리지널 맥 프로에 사용된 인텔의 5000X 메모리 컨트롤러와 같이 듀얼 프로세서를 지원했다.
이러한 종류의 변화의 또 다른 예는 AMD K8 시스템을 위한 엔비디아의 엔포스3이다. 이는 일반적인 사우스브리지의 모든 기능과 가속 그래픽 포트 (AGP) 포트를 결합하고 CPU에 직접 연결된다. 엔포스4 보드에서는 미디어 통신 프로세서 (MCP)로 판매되었다.
AMD 가속 처리 장치 프로세서는 노스브리지 기능이 프로세서 코어, 메모리 컨트롤러, 고속 PCI 익스프레스 인터페이스 (일반적으로 그래픽 카드용), 및 통합 그래픽 처리 장치 (iGPU)와 함께 CPU 칩 또는 패키지에 완전히 통합되어 있다. 이는 메모리 컨트롤러가 AMD64의 CPU 다이에 통합되어 있었기 때문에 AMD K8의 진화였다.
노스브리지는 2011년 인텔 샌디브리지 마이크로아키텍처에서 도입된 시스템 에이전트로 대체되었으며, 이는 본질적으로 이전 노스브리지의 모든 기능을 처리한다. 인텔의 샌디브리지 프로세서는 프로세서 코어, 메모리 컨트롤러, 고속 PCI 익스프레스 인터페이스 및 통합 그래픽 처리 장치 (GPU)와 함께 노스브리지 기능이 CPU 칩에 완전히 통합되어 있다. 이는 CPU와 GPU가 동일한 패키지에 포함되어 있던 웨스트미어 아키텍처의 추가적인 진화였다.
젠 2부터 시작되는 최신 AMD 프로세서는 일부 I/O 기능을 CPU 다이에서 CPU와 동일한 MCM 패키지의 I/O 다이로 옮겼다. 이 다이는 일반적으로 CPU와 동일한 패키지에 있기 때문에 노스브리지의 일부로 간주되지 않지만, 동일한 기능 중 일부를 수행한다.

## 같이 보기
- 인텔 관리 엔진 (ME)